# Vcha
Vcha (hangul: 비춰, zapis stylizowany: VCHA) – koreańsko-amerykański girls band utworzony przez wytwórnię JYP Entertainment i Republic Records w ramach reality show A2K. W skład 6-osobowej grupy wchodzą Lexi, Camila, Kendall, Savanna, KG i Kaylee. Grupa zadebiutowała 26 stycznia 2024 roku.

## Nazwa
Vcha pochodzi od koreańskiego słowa „비춰” (RR: Bichwo), co można przetłumaczyć to jako „świecić blaskiem światła”. Ich celem jest oświetlanie i inspirowanie fanów na całym świecie.

## Historia

### A2K
A2K (America2Korea) to amerykański reality show z 2023 roku. Był on wspólnym projektem JYP Entertainment i Republic Records, którego celem było stworzenie pierwszej amerykańskiej grupy dziewcząt z systemem k-pop.

### Przed debiutem
22 września 2023 roku ukazał się ich pre-debiutancki single album SeVit (New Light) i jego główny singiel „Y.O.Universe”.
1 grudnia Vcha wydały swój pre-debiutancki singiel „Ready for the World”.

### 2024: debiut z „Girls Of The Year”
26 stycznia 2024 roku Vcha wydały swój debiutancki singiel „Girls Of The Year”.

### Grudzień 2024: odejście KG i konflikt z wytwórnią
7 grudnia 2024 roku KG ogłosiła, że postanowiła rozwiązać kontrakt z z i opuścić grupę, powołując się na incydenty nadużyć i złego traktowania przez niektórych pracowników. 6 grudnia wniosła pozew przeciwko JYP USA do Sądu Najwyższego w Los Angeles. Według KBS News i Hankyung w swoim oświadczeniu stwierdziła, że choć znosiła intensywną pracę i skrajne ograniczenia w życiu osobistym, otrzymywała niewielkie wynagrodzenie i wpadła w długi. Później oświadczyła, że nie chce obwiniać nikogo poza branżą, a także przypisała swoją decyzję o odejściu kontrowersyjnym kwestiom w branży – w tym próbie samobójczej członka i rozwojowi zaburzeń odżywiania. Zakończyła swoje oświadczenie, mówiąc, że ma nadzieję, iż jej decyzja o odejściu pomoże innym stażystom, oraz że będzie nadal pracować nad zostaniem piosenkarką.  JYP zakwestionowało jej twierdzenia, określając je jako „przesadzone”, potwierdzając jednocześnie, że działalność grupy została tymczasowo zawieszona w wyniku sporu wytwórni z KG.

## Członkinie
| Pseudonim           | Pseudonim | Prawdziwe imię        | Data urodzenia    | Pozycje |
| Latynizacja         | Hangul    | Prawdziwe imię        | Data urodzenia    | Pozycje |
| ------------------- | --------- | --------------------- | ----------------- | ------- |
| Camila              | 카밀라    | Camila Ribeaux Valdes | 10 sierpnia 2005  |         |
| Lexi                | 렉시      | Lexus Vang            | 22 listopada 2005 | liderka |
| Kendall             | 켄달      | Kendall Ebeling       | 1 czerwca 2006    |         |
| Savanna             | 사바나    | Savanna Collins       | 26 lipca 2006     |         |
| Kaylee              | 케일리    | Kaylee Lee            | 24 listopada 2009 |         |
| KG (była członkini) | 케이지    | Kiera Grace           | 17 czerwca 2007   |         |

## Dyskografia

### Single albumy
| Rok                                                     | Dane dot. albumu | Najwyższe pozycje | Sprzedaż |
| Rok                                                     | Dane dot. albumu | KOR               | Sprzedaż |
| ------------------------------------------------------- | --- | ----------------- | -------- |
| 2023                                                    | SeVit (New Light) - Wydany: 22 września 2023 - Wytwórnia: JYP Entertainment, Republic Records - Format: digital download, streaming \| Lista utworów \| \| ------------------------------------------------------- \| \| 1. „Y.O.Universe” 2. „Go Getter” 3. „Know Me Like That” \| | –                 | –        |
| Lista utworów                                           | |                   |          |
| 1. „Y.O.Universe” 2. „Go Getter” 3. „Know Me Like That” | |                   |          |

### Single
| Rok  | Tytuł                 | Najwyższe pozycje | Najwyższe pozycje | Album             |
| Rok  | Tytuł                 | KOR               | KOR Down.         | Album             |
| ---- | --------------------- | ----------------- | ----------------- | ----------------- |
| 2023 | „Y.O.Universe”        | –                 | 177               | SeVit (New Light) |
| 2023 | „Ready for the World” | –                 | –                 | –                 |
| 2024 | „Girls Of The Year”   |                   |                   | –                 |